# Scytodes tyaiapyssanga
Scytodes tyaiapyssanga là một loài nhện trong họ Scytodidae.
Loài này thuộc chi Scytodes. Scytodes tyaiapyssanga được miêu tả năm 2006 bởi Rheims & Antonio D. Brescovit.